# Alin Minteuan
Alin Ilie Minteuan (* 12. November 1976 in Cluj-Napoca, Kreis Cluj) ist ein ehemaliger rumänischer Fußballspieler und derzeitiger -trainer.

## Karriere

### Spieler
Minteuan begann seine Karriere bei CFR Cluj in der Divizia B. 1997 wechselte er zum Lokalrivalen Universitatea Cluj in die Divizia A, dann nach einer starken Saison zu Rapid Bukarest. Da er sich dort nicht durchsetzen konnte, wurde er im Januar 1999 zu Gloria Bistrița transferiert. Im Januar 2001 wechselte er in die israelische Ligat ha’Al zu Hapoel Haifa und nach einem Jahr im Januar 2002 wieder nach Rumänien zu Gloria Bistrița. 2004 wechselte er zu Hapoel Be’er Scheva und 2005 zurück zu CFR Cluj. Im Dezember 2008 beendete er seine Karriere und kündigte an, als Co-Trainer bei Cluj zu arbeiten.

### Trainer
Im Januar 2009 begann er seine Trainerkarriere bei CFR Cluj als Co-Trainer und übernahm am 25. November 2010 das Amt des Cheftrainers. Nachdem CFR die Saison 2010/11 auf dem elften Platz abgeschlossen hatte, musste er dem Portugiesen Jorge Costa weichen. Er übernahm die zweite Mannschaft des Vereins in der Liga III. Im Oktober 2012 wurde er Cheftrainer von Ligakonkurrent Unirea Dej. Seit Juni 2013 ist er wieder Co-Trainer von CFR Cluj.

## Erfolge/Titel
- Rumänischer Meister (2): 1998/99, 2007/08
- Rumänischer Pokalsieger (1): 2007/08
- Israelischer Ligapokal (1): 2000/01